# Bremer Zentrum für Baukultur

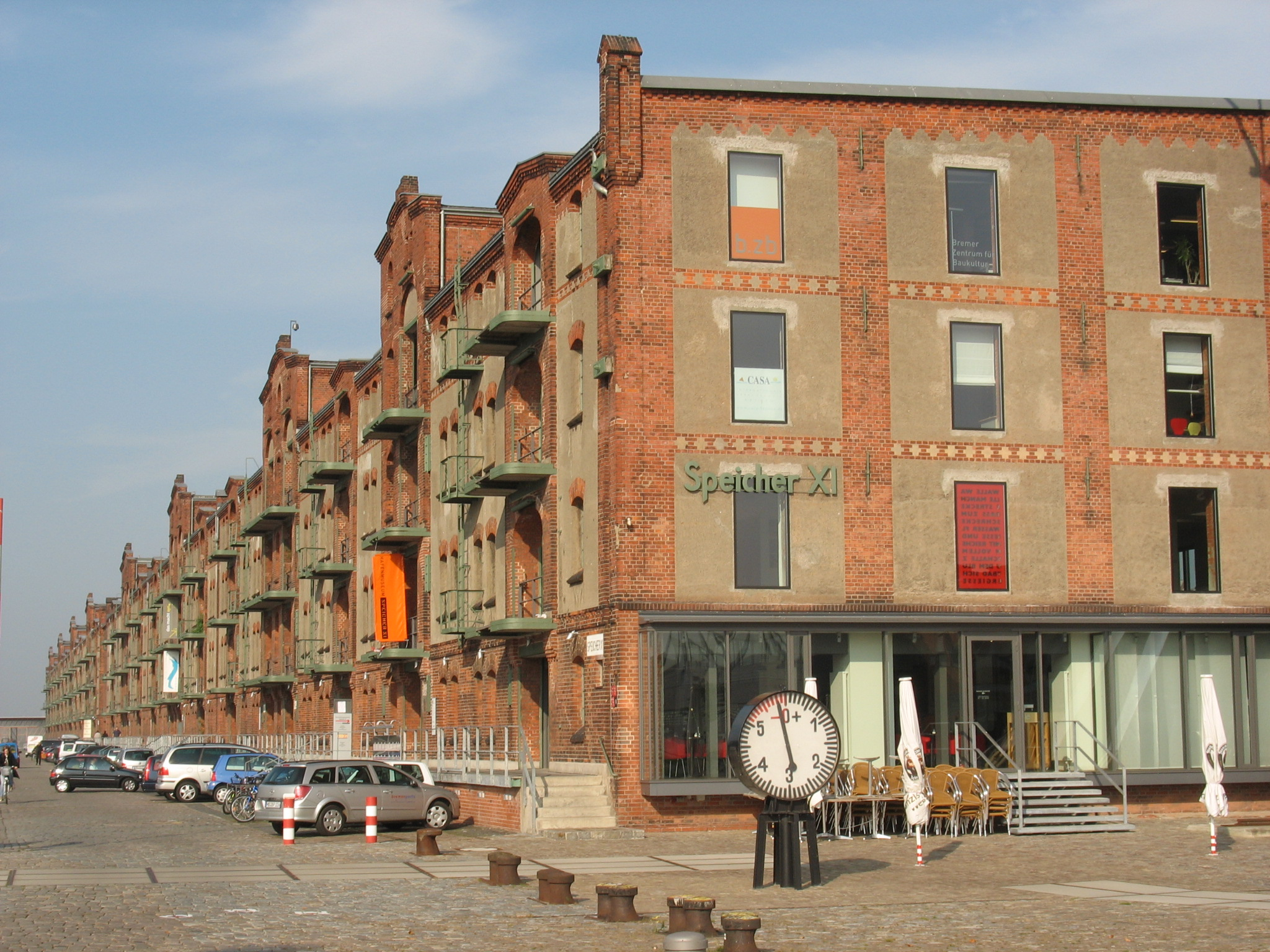
Speicher XI

Das Bremer Zentrum für Baukultur (b.zb) ist ein gemeinnütziger Verein zur Förderung und Pflege der Baukultur in und für Bremen. Diesen Zweck erfüllt das Zentrum durch Tätigkeiten in den Bereichen Vermittlung, Diskurs, Sammeln und Forschen. Neben der Organisation und Durchführung von Veranstaltungen und Publikationen unterhält er ein Plan- und Fotoarchiv sowie eine Bibliothek. Die Institution war von 2004 bis Anfang 2023 im historischen Speicher XI der Überseestadt in Bremen ansässig. Seit Februar 2023 befinden sich ihre Räume in der Bremer Innenstadt, Am Wall 165/167.

## Organisation
Auf Initiative der Bremer Hochschulen, der Architektenkammer, des Bausenators und des Focke-Museums – die inzwischen Sitz und Stimme im b.zb haben – konstituierte sich 2003 der gemeinnützige Verein, dem interessierte Bürger, Architekturbüros und Bremer Organisationen und Institutionen beitreten können. Der Verein mit circa 170 Mitgliedern, wird von einem siebenköpfigen Vorstand geführt.
Vorsitzende ist seit 2022 die Bremer Architektin Birgit Westphal, Wissenschaftlicher Leiter ist Christian von Wissel.

## Aktivitäten
Zu den Aktivitäten des Hauses gehören Ausstellungen, Podcasts, Symposien, Vorträge und Workshops sowie Architektur- und Stadtführungen und der gemeinsam mit weiteren Partnerinnen und Partnern durchgeführte Bremer Stadtdialog.
Die Inhalte reichen von der Gestaltung einer sozial-ökologischen Transformation über aktuelle städtebauliche und architektonische Entwicklungen Bremens und der Region bis zur historischen Architektur- und Städtebauforschung mit Schwerpunkt auf der Zeit nach 1945. In der „b.zb-Schriftenreihe“ erscheinen begleitende Publikationen zu Ausstellungen und anderen Themen. Darüber hinaus hat das b.zb das umfangreiche Werk „Bremen und seine Bauten 1950 bis 1979“ sowie einen „Architekturführer Bremen/Bremerhaven“ veröffentlicht. Der „Architekturführer Bremen“ in Form einer Online-Datenbank bietet einen Überblick über die Architekturentwicklung in Bremen von 1950 bis heute.
Außerdem vergibt das b.zb gemeinsam mit der Bremer Baubehörde die Bremer Auszeichnung für Baukultur. Preisträger waren bisher Klaus Hübotter, der Arbeitskreis Ostertorsanierung, Eberhard Kulenkampff und sein Team, Hans-Albrecht Schilling und die Bremer Gruppe der Feministischen Organisation von Planerinnen und Architektinnen (FOPA).
Das b.zb wurde 2009 gemeinsam mit dem Haus der Architektur Köln vom Bundesministerium für Verkehr, Bau und Stadtentwicklung mit dem Nationalen Preis für integrierte Stadtentwicklung und Baukultur ausgezeichnet.